# Pegasus Fantasy
Pegasus Fantasy (ペガサス幻想?, Pegasasu Fantaji) è un brano musicale del gruppo musicale giapponese Make-Up, pubblicato come singolo. Il testo del brano è scritto da Machiko Ryuu mentre la musica da Hiroaki Matsuzawa e Nobuo Yamada.
Pegasus Fantasy è principalmente noto per essere stato utilizzato come sigla d'apertura per i primi 72 episodi dell'anime I Cavalieri dello zodiaco. Successivamente la sigla fu sostituita da Soldier Dreams, interpretata da Hironobu Kageyama. Sul lato B del singolo è presente il brano Eien Blue sempre dei Make-Up, e sigla di chiusura dell'anime.
L'annuale sondaggio Anime Grand Prix, condotto dalla rivista di settore Animage nel 1987, ha rivelato che la settima sigla di anime più amata dal pubblico giapponese era proprio Pegasus Fantasy. L'anno seguente il brano si confermò alla terza posizione.
Il brano nel corso degli anni è stato oggetto di numerose cover, fra cui si possono citare quelle interpretate dagli Animetal, di Hiroshi Kitadani, Akira Kushida e Yōko Ishida. Il brano è stato inoltre adattato in lingua italiana (cantata da Giacinto Livia) e in lingua spagnola per i rispettivi adattamenti dell'anime.
Per le trasmissioni della nuova serie animata dei Cavalieri Saint Seiya Ω, viene usata come sigla una nuova versione della canzone (intitolata Pegasus Fantasy ver. Ω) eseguita sempre dai Make-Up, insieme a Shōko Nakagawa, doppiatrice di Lady Isabel nella serie Ω.

## Tracce
Vinile Columbia CFK-587
1. Pegasus Fantasy (ペガサス幻想?, Pegasasu Fantaji) - 3:40
2. Eien Blue (?, Eien Bruu) - 4:05